# Castelo de Florac

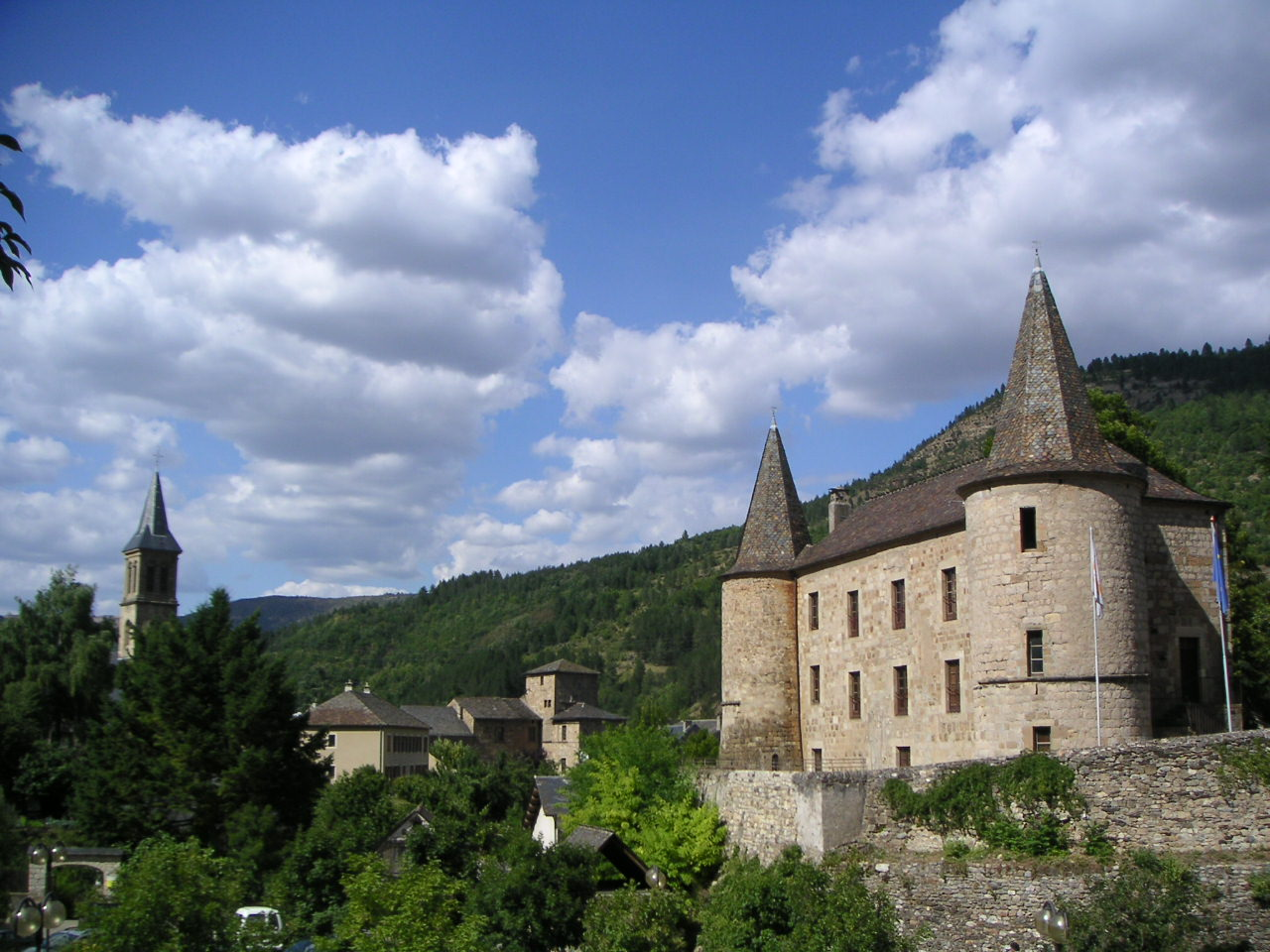
Castelo de Florac

O Château de Florac é um castelo, originalmente construído no século XIII e reconstruído no século XVII, localizado na cidade francesa de Florac, em Lozère, no centro-sul da França.
Pertenceu originalmente ao Baronato de Anduze e passou por várias famílias feudais. O castelo foi totalmente reconstruído em 1652 após as Guerras Religiosas. Durante a Revolução Francesa, o castelo foi transformado num "loft de sal" para armazenar sal. Foi então usado como prisão no século XIX.

## Uso moderno
Desde 1976, o castelo foi sede do Parque Nacional de Cévennes, que o restaurou.
O piso térreo e o primeiro andar abrigam uma exposição sobre o Parque Nacional (paisagem, flora, fauna e actividades ligadas ao parque). O centro de informações contém detalhes de caminhadas, visitas guiadas, hospedagem e eco-museus do parque.